# Dustin Farnum

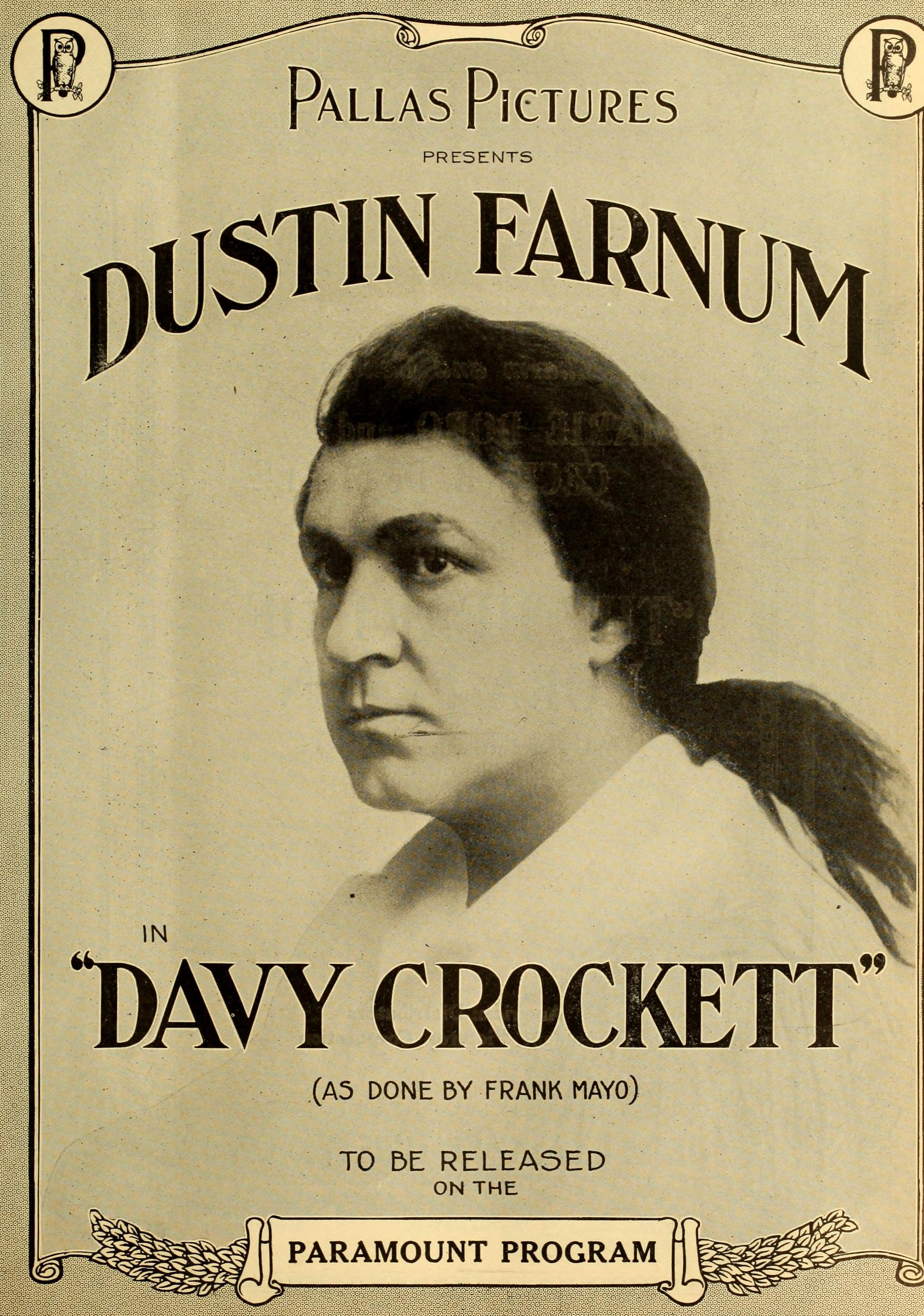
Davy Crockett (1916)

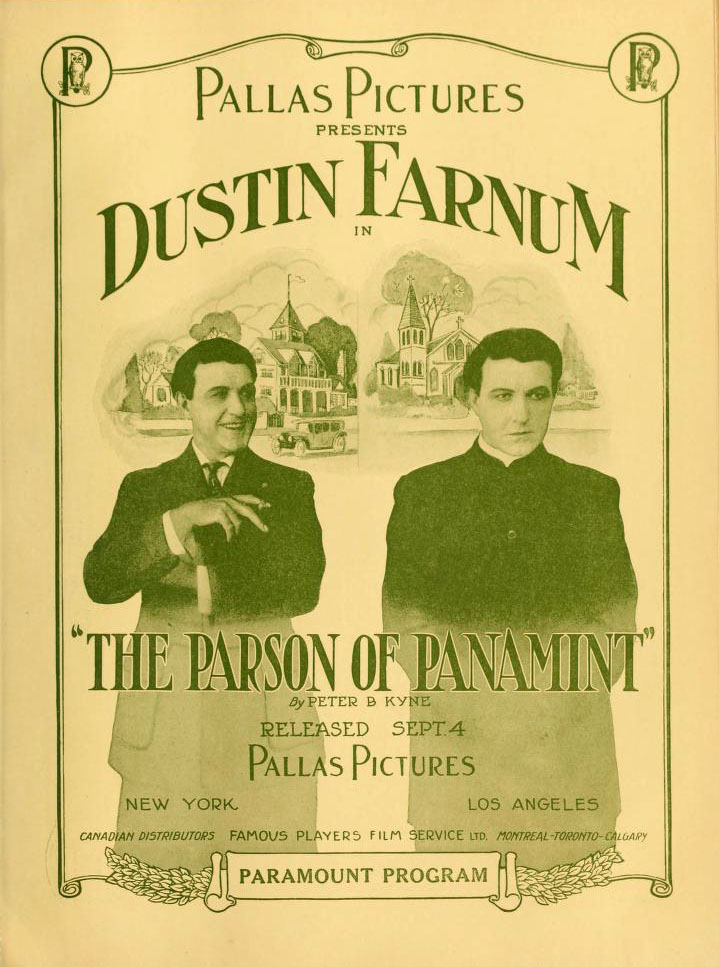
The Parson of Panamint (1916)

Dustin Farnum (27 de mayo de 1874 - 3 de julio de 1929) fue un cantante, bailarín y actor estadounidense de la época del cine mudo. 

## Resumen biográfico
Su verdadero nombre era Dustin Lancy Farnum, nació en Hampton Beach, Nuevo Hampshire. 
Tras varios éxitos en el mundo del teatro, en 1914 actuó en su primer film, Soldiers of Fortune, trabajando posteriormente en la producción de Cecil B. DeMille The Squaw Man. Aunque interpretó una gran variedad de registros, actuó con mayor frecuencia de títulos de género western, llegando a ser una de las grandes estrellas del mismo. 
Una de las esposas de Dustin Farnum fue la actriz Winifred Kingston. Fue el hermano mayor del actor William Farnum.
Dustin Farnum falleció en la ciudad de Nueva York en 1929 a causa de una enfermedad renal. Fue enterrado en el Cementerio Silver Lake de Bucksport, Maine.

## Filmografía
- The Flaming Frontier
- My Man
- Kentucky Days
- The Grail
- The Man Who Won
- Bucking the Barrier
- The Buster
- Three Who Paid
- While Justice Waits
- The Yosemite Trail
- Trail of the Axe
- Oath-Bound
- Strange Idols
- Iron to Gold
- The Devil Within
- The Primal Law
- Big Happiness
- The Corsican Brothers
- A Man's Fight
- A Man in the Open
- The Light of the Western Stars
- Ready Money Ringfield
- The Scarlet Pimpernel
- North of Fifty Three
- The Spy
- Durand of the Bad Lands
- A Son of Erin
- The Intrigue
- The Parson of Panamint
- Davy Crockett
- David Garrick
- Ben Blair
- The Call of the Cumberlands
- The Gentleman from Indiana
- The Iron Strain
- Captain Courtesy
- Cameo Kirby
- When We Were Young
- The Virginian
- The Lightning Conductor
- The Squaw Man
- Soldiers of Fortune

## Obras representadas en Broadway
- Arizona (28 de abril de 1913 – junio de 1913)
- The Littlest Rebel (14 de noviembre de 1911 – enero de 1912)
- The Squaw Man (9 de enero de 1911 – 17 de enero de 1911)
- The Silent Call (2 de enero de 1911 – enero de 1911)
- Cameo Kirby (20 de diciembre de 1909 – enero de 1910)
- The Rector's Garden (3 de marzo de 1908 – marzo de 1908)
- The Ranger (2 de septiembre de 1907 – septiembre de 1907)
- The Virginian (5 de enero de 1904 – mayo de 1904)
- More Than Queen (octubre de 1900 – noviembre de 1900)
- Marcelle (8 de octubre de 1900 – octubre de 1900)
- A Romance of Athlone (29 de enero de 1900 – 3 de marzo de 1900)